# Sluis Roelofarendsveen

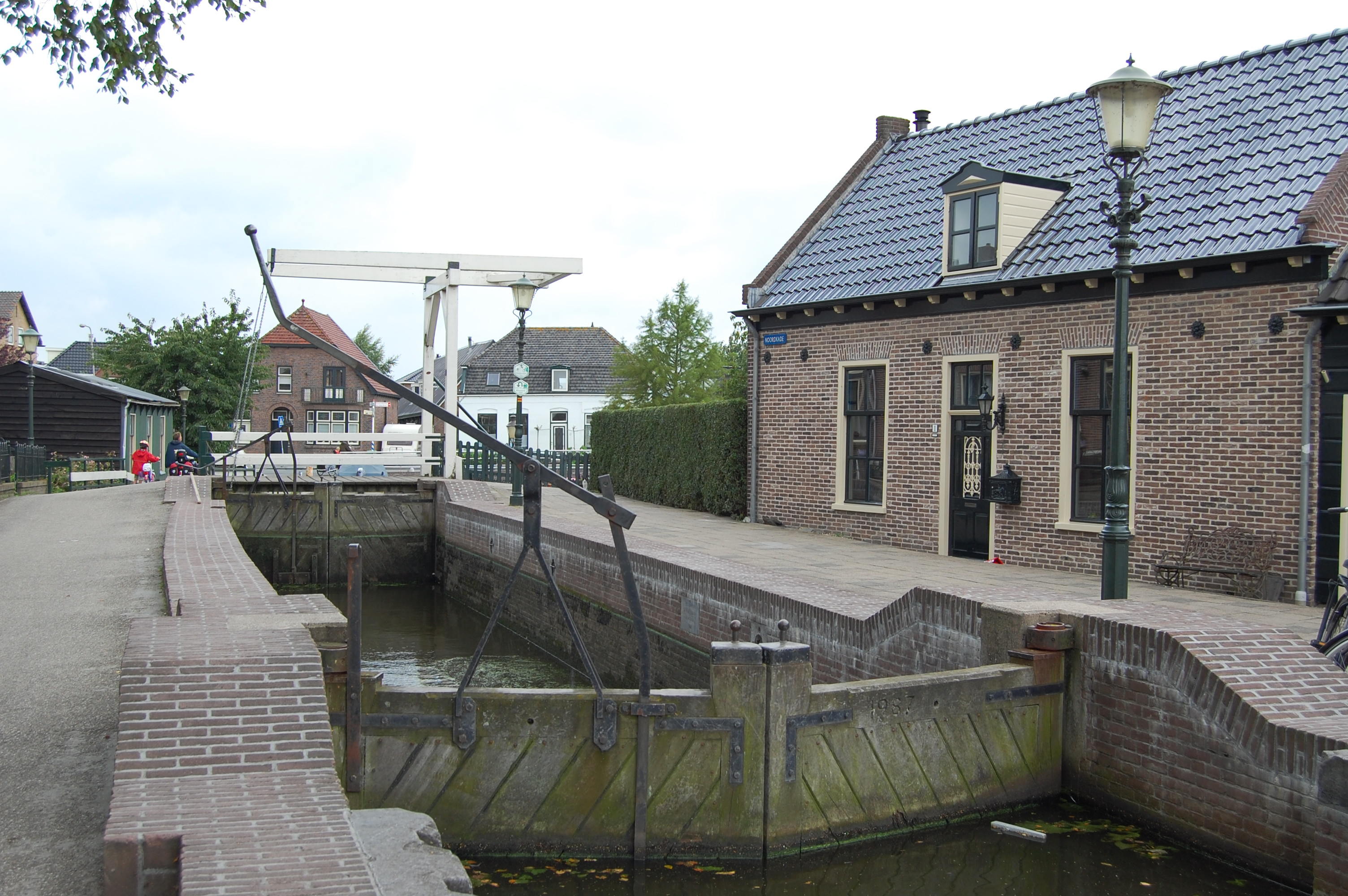
Het sluisje van Roelofarendsveen

De sluis Roelofarendsveen is een schutsluisje met puntdeuren uit 1892, dat de Braassemermeer met de polderwateren van de Veender- en Lijkerpolder verbindt. Het ligt aan het eind van het haventje van Roelofarendsveen, een dorp in de gemeente Kaag en Braassem, in de Nederlandse provincie Zuid-Holland. De vaarweg is CEMT-klasse 0.
De schutlengte is 20 m, de kolk is 3,40 m wijd. De sluis overbrugt ongeveer een verval van 80 cm. De drempeldiepte aan de oostzijde is KP -1,85 m, aan de westzijde PP -1,12 m. PP is NAP -1,33 m Over het oostelijke sluishoofd ligt een ophaalbrug, hoogte in gesloten stand ongeveer 1,90 meter.
Het complex is erkend als gemeentelijk monument.